# سفر أعمال بولس
سفر أعمال بولس أو سفر أعمال تقلا أو سفر أعمال بولس وتقلا، تعتبره معظم الكنائس سفر غير قانوي بينما تعتبره الكنيسة التوحيد الأرثوذكسية الإثيوبية سفر قانوي, من المحتمل أن يكون سفر أعمال بولس قد كتب حوالي عام 160-180 ميلادية، وهو عبارة عن وصف لأسفار الرسول بولس وتعاليمه.

## عدد سطور
تم تحديد طول الكتاب بأكمله على أنه 8,600 سطر أو 8,560.

## محتوه
في هذا العمل، تسمع امرأة شابة تدعى تقلا بولس وهو يعظ في إيقونية فتتحول إلى المسيحية بحماسة. الرسالة التي تجذبها إلى بولس هي تعليمه عن العفة والعزوبة. فسخت خطوبتها وتبعت بولس إلى السجن حيث قامت برشوة السجانين وقضت ليلة تستمع إليه وهو يصف العقيدة المسيحية. ثم حُكم عليها بالإعدام بالحرق على المحك. وفقًا للقصة، تم إنقاذ تقلا من النار بفضل هطول أمطار غزيرة معجزة. تهرب لتجد بولس مرة أخرى، ويسافرون إلى أنطاكية.
بعد أن طلب منها بولس أن تنتظر المعمودية، كادت تقلا أن تغتصب على يد أحد النبلاء في أنطاكية، وتم القبض عليها لمحاربتها مهاجمها، وحُكم عليها مرة أخرى بالإعدام. هذه المرة، تم إلقاؤها شبه عارية في ساحة مليئة بالحيوانات البرية. تحميها لبؤة، وتقفز تقلا في بركة مليئة بالأختام كمعمودية ذاتية. وفقًا لهذه القصة، فإن الفقمات تأكل البشر، لكن تقلا مغطاة بالنار السماوية التي تقتل الحيوانات. جرت محاولة ثالثة لقتلها عن طريق الثيران، لكن تم إنقاذها مرة أخرى بنيران خارقة للطبيعة. ي هذه المرحلة، تخلى السكان المحليون عن محاولة قتلها. قامت تقلا بتحويل الكثير من الناس من خلال شهادتها، وبعد ذلك، مرتدية زي رجل، ذهبت للبحث عن بولس مرة أخرى. عندما وجدته في ميرا، قام بتكليفها كمعلمة. تتعهد تقلا بالعزوبة المطلقة وتشجع النساء على اتباع الرب والبقاء غير متزوجات. أصبحت ناسكًا تعيش في كهف يغلق حولها بشكل خارق لحمايتها من محاولة اغتصاب أخرى. بحسب أعمال بولس وتقلا، قضت حياتها في الصلاة والتعليم وإجراء معجزات الشفاء. بعد 72 عامًا من العمل ناسكًا، غادرت تقلا لرؤية بولس مرة أخرى في روما، ولكن تم إعدامه قبل وصولها، وترقد عند قبره.[بحاجة لمصدر]

## قانونية السفر
يقتبس أوريجانوس أيضًا هذا الكتاب باعتباره كتابًا مقدسًا موثوقًا به.

## وصلات خارجية
- قراءة سفر اعمال بولس

## انظر ايضا
- سفر اعمال يوحنا
- سفر أعمال توما
- سفر أعمال برنابا
- كتاب القصائد (الكتاب المقدس)